# Rugosana varga
Rugosana varga är en insektsart som beskrevs av Delong och Freytag 1973. Rugosana varga ingår i släktet Rugosana och familjen dvärgstritar. Inga underarter finns listade i Catalogue of Life.